# Марија Елена Валс
Марија Елена Валс (Рамос Меиха, 1. фебруар 1930 — Буенос Ајрес, 10. јануар 2011) била је аргентински пјесник, романописац, музичар, драмски писац, писац и композитор, позната по својим песмама и књигама за дјецу. Оно што је написала Мариа Елена поставља најважнији рад свих времена у свом жанру, упоредиво је са Луисом Керолом .

## Биографија
Марија Елена Валс рођена је у Вила Сармиенту. Отац јој је радио као жељезничар у Буенос Ајресу. Отац јој је био ирског поријекла, а мајка из Андалузије. Становала је у вили а са 15 година неке од њених пјесама су биле објављене у новинама. 1947. године објавила је своју прву књигу. Њеном књигом били су одушевљени многи признати латиноамерички критичари. Након што је дипломирала 1948. одлази у Сјеверну Америку и упознаје Хуана Рамоса. 1950. преселила се у Париз гдје је наступала по концертима са аргетинским фолклором.

## Повратак у Аргентину
Након револуције у Аргентини 1956. године вратила се у домовину. По повратку радила је на многим филмовима писала је пјесме за многе филмове, једна од познатијих јесте пјесма за филм „Званична прича" који је добио Оскара 1985. за најбољи инострани филм. Највећи број њених пјесама био је посвећен малој дјеци. Током диктатуре у Аргентини (1976-83) написала је пјесму „Молитва за правду" која је касније постала цивилна химна. У отвореном писму критиковала је цензуру режима упоређујући земљу са предшколском државом .Године 1985. добила је титулу почасног грађанина града Буенос Аирес, а 1990. добија титулу славна личност покрајине Буенос Аирес. Године 1994. била је веома похваљена за награду Ханс Кристијан Андерсен, награду Међународног одбора за књиге за младе. Мариа Елена Валс умрла је од рака костију у Буенос Аиресу, у осамдесетој години , 10. јануара 2011.

## Дјела

### Књиге за дјецу
- Otoño imperdonable (1947)
- Apenas Viaje (poems) (1948)
- Baladas con Angel (poems) (1951)
- Casi Milagro (poems) (1958)
- Hecho a Mano (poems) (1965)
- Juguemos en el mundo (poems) (1971)
- La Sirena y el Capitán - 1974 ("The Mermaid and the Captain”)
- Cancionero contra el Mal de Ojo (poems) (1976)
- Los Poemas (1982)
- Novios de Antaño (novel) (1990)
- Desventuras en el País-Jardín-de-Infantes (1993) (*) ("Misfortunes in Kindergarten-Country”)
- Hotel Pioho's Palace (2002)
- Fantasmas en el Parque (2008)

### Књиге за одрасле
- La Mona Jacinta (1960)
- La Familia Polillal (1960)
- Tutú Marambá (1960)
- Circo de Bichos (1961)
- Tres Morrongos (1961)
- El Reino del Revés (poems and songs) (1965)
- Zoo Loco (1965)
- Cuentopos de Gulubú (1966)
- Dailán Kifki (novel) (1966)
- Versos para Cebollitas (1966)
- Versos Folklóricos para Cebollitas (1967)
- Aire Libre (school book) (1967)
- Versos Tradicionales para Cebollitas (1967)
- El Diablo Inglés (short stories) (1970)
- Angelito (1974)
- El País de la Geometría (1974)
- Chaucha y Palito (short stories) (1977)
- Veo Veo (1984)
- Bisa Vuela (1985)
- Los Glegos (1987)
- La Nube Traicionera (1989)